# Пантелеев, Лёнька
Лёнька Пантеле́ев (настоящее имя Леони́д Ива́нович Пантёлкин; 1902, Тихвин — 13 февраля 1923, Петроград) — российский и советский налётчик и убийца. Рабочий, участник Гражданской войны. Работал в Петроградской ЧК. Будучи уволен из ГПУ, в 1922 году организовал банду, совершившую ряд дерзких разбойных нападений. Убит при попытке задержания.

## Биография

### Детство, юность
Леонид Иванович Пантёлкин родился в 1902 году в городе Тихвине Новгородской губернии. Там же окончил начальную школу, получив начальное образование. По окончании школы был принят на профессиональные курсы, где получил престижную по тем временам профессию печатника-наборщика. Работал в типографии газеты «Копейка».

### Служба в Красной Армии
В 1919 году Пантелеев добровольно вступил в Красную армию, направлен в составе одной из частей на Нарвский фронт, где принимал участие в боях с войсками генерала Юденича и частями Эстонской армии. Имея незаурядные организаторские способности и задатки лидера, без специального образования дослужился до должности командира пулемётного взвода. По окончании Гражданской войны попал под демобилизацию и в числе тысяч красноармейцев в 1921 году был уволен в запас.

### Служба в органах ВЧК
Работая в Петроградской ЧК, участвовал в подавлении крестьянских восстаний на Украине в 1920—1922 годах:598. 11 июля 1921 года 19-летний Пантелеев был принят на должность следователя в военно-контрольную часть дорожно-транспортной Чрезвычайной комиссии объединённых Северо-Западных железных дорог. Вскоре после этого, 15 октября 1921 года, назначен на должность агента-контролёра в дорожно-транспортную чрезвычайную комиссию (ДТЧК) в Пскове. В период службы в ВЧК Пантелеев стоял на радикальных позициях партийцев-леваков и отрицательно относился к новой экономической политике, что не приветствовалось тогда с учётом смены курса правительства по отношению к частному предпринимательству. Согласно архивной справке ОГПУ, в январе 1922 года Пантелеев был уволен из органов ГПУ «по сокращению штатов». Согласно той же справке, номер приказа и конкретная дата увольнения в материалах личного дела отсутствуют.
В 1925 году в журнале «Суд идёт» Сергей Кондратьев, начальник 1-й бригады ленинградского уголовного розыска, занимавшейся борьбой с бандитизмом, напишет, что Пантелеев «на одном из обысков занялся грабежом». Поэтому и выгнали из ВЧК. Время было трудное, суровое, а Псков фактически являлся пограничным городом, поэтому уволили без указания настоящей причины.

### Преступная деятельность
В начале 1922 года Пантелеев обосновался в Петрограде, где собрал банду, в которую вошли: Леонид Басс — сослуживец Пантелеева по Псковской ВЧК, Варшулевич, бывший во время гражданской войны комиссаром батальона, член РКП(б) Гавриков и профессиональные уголовники Александр Рейнтоп (кличка «Сашка-пан») и Михаил Лисенков (кличка «Мишка-Корявый»). Примерно в то же время банда совершила ряд разбоев в Петрограде и окрестностях. Налёты Пантелеева отличались тщательной подготовкой, а также некоторой театральностью и бравадой. Оружие Пантелеев и его люди применяли крайне редко.
4 сентября 1922 года Пантелеев был арестован после перестрелки в обувном магазине «Кожтреста», в ходе которой погиб начальник 3-го отделения Петроградской милиции Павел Барзай, который полгода искал Пантелеева. 10 ноября 1922 года губернский суд Петрограда приговорил Лёньку Пантелеева к смертной казни. Ночью 11 ноября, воспользовавшись помощью надзирателя, члена партии эсеров, негативно принявших политику правительства, Пантелеев с несколькими сообщниками совершил побег из тюрьмы «Кресты», подкупив надзирателя 4-й галереи Ивана Кондратьева и начал новую серию вооружённых разбоев. От первой серии эта отличалась тем, что Пантелеев стал иногда убивать своих жертв. После побега он совершил двадцать уличных грабежей, пятнадцать налётов с применением оружия и десять убийств. К ликвидации банды были привлечены не только уголовный розыск, но и органы ГПУ.
В ночь на 13 февраля 1923 года Пантелеев со своим напарником Лисенковым (Мишка-Корявый) пришли в квартиру к проститутке Мицкевич (Можайская улица, д. 38, кв. 21) в надежде хорошенько отдохнуть. 

Однажды вечером люди из милиции, которые рассказали мне об этой драме — и которые восхищались Лёнькой — окружили его на «малине», в его логове естественно, по наводке. Там были женщины и вино. Он вошёл, сбросил кожанку, выпил залпом стакан водки, взял гитару. Что спеть? «Ох, пропадёт, он говорил, твоя буйна голова…» Во время пения его и убили. Смолкла опасная гитара. Милиционеры, получающие сорок рублей в месяц, носят на фуражках красную звезду, которую первыми нацепили на лоб Пантелеевцы…:239

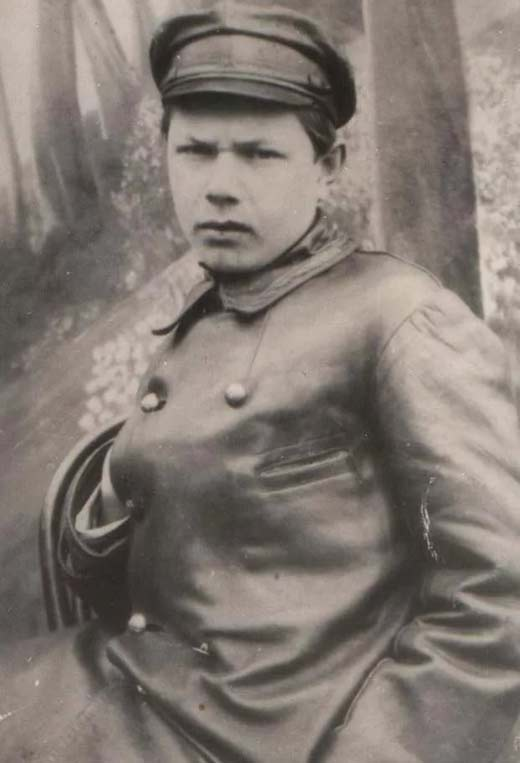
Иван Бусько

Чекист Иван Бусько в упор выстрелил в голову Пантелеева. Тот замертво упал на пол, а Лисенков попытался бежать. Его ранили в шею. На свободе оставался только Сашка-Пан (Рейнтоп). Его задержали у друга.
В актовой записи о смерти № 663 от 17 февраля 1923 года, составленной в Обуховской больнице, причиной смерти названы "убийство, огнестрельная рана головы". Согласно документу, Пантелееву было 30 лет. 

Несмотря на объявление в газетах о том, что знаменитый Лёнька Пантелеев убит, население не сразу поверило этому. Страх перед знаменитым налётчиком был так велик, что подавляющее большинство петроградцев было уверено — Пантелеев жив и ещё себя покажет. Чтобы развеять слухи о неуловимости Пантелеева, его труп по распоряжению властей был выставлен для всеобщего обозрения в морге Обуховской больницы, где его смогли увидеть тысячи людей. Родными и близкими покойного труп так и не был опознан. В то же время в Петрограде продолжались налёты и разбои от имени Лёньки Пантелеева. Через какое-то время голову отсекли от тела и выставили в витрине магазина на Невском проспекте. Позднее она была передана в Музей криминалистики. В семидесятые годы голова была утеряна из фондов. В 2001 году её нашли в подсобном помещении кафедры криминалистики юридического факультета Петербургского университета. Она числилась как «голова неизвестного человека».

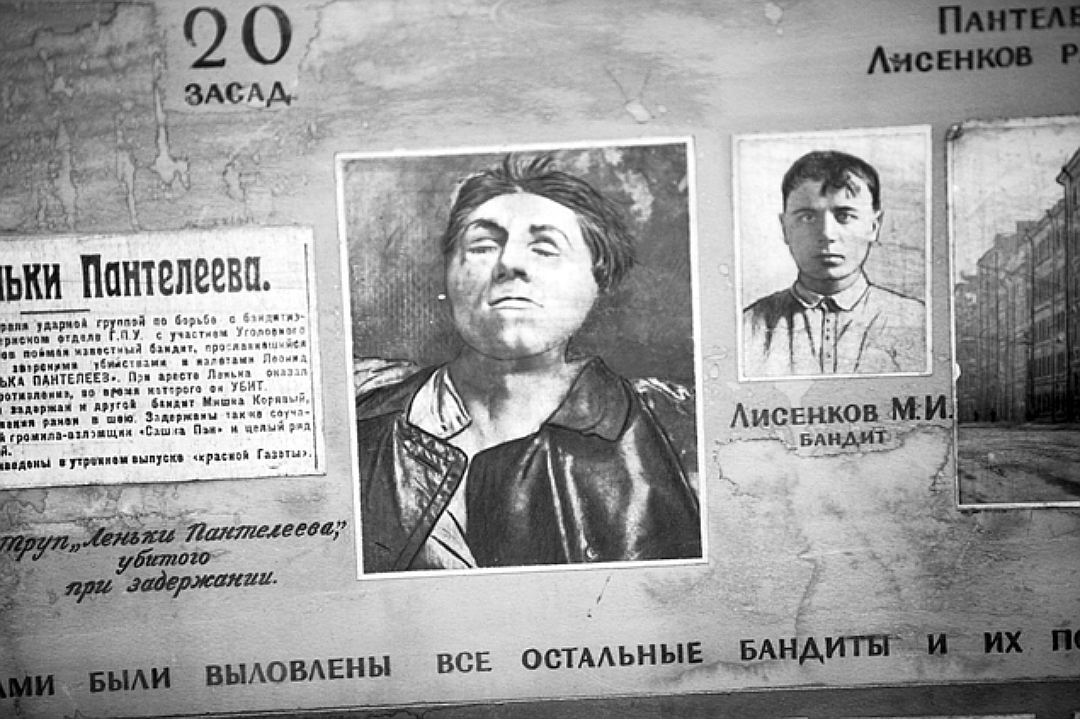
Объявление, извещающее жителей Петрограда о смерти Лёньки Пантелеева

В какой именно период Леонид Пантёлкин взял себе псевдоним Лёнька Пантелеев, достоверно не известно. В уголовном мире имел прозвище «Фартовый».

## В культуре

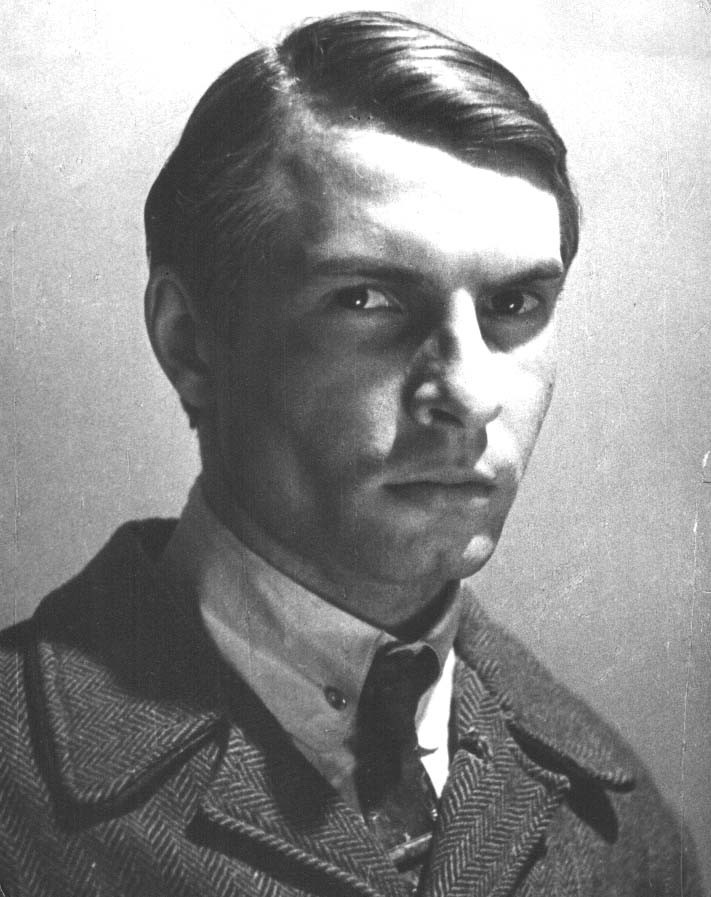
Владимир Дюков-Самарский в роли Лёньки Пантелеева в сериале «Рождённая революцией»

- Лёньке Пантелееву посвящена поэма Елизаветы Полонской «В петле» (1923).
- Пантелееву посвящены рассказ Льва Шейнина и 3-я серия многосерийного телефильма «Рождённая революцией». В обоих произведениях, с учётом их художественного характера и идеологической цензуры, образ Пантелеева весьма далёк от реальности. Так, в рассказе Шейнина описывается романтическая привязанность бандита к ограбленной женщине, при этом Лёньку не убивают при задержании, а приговаривают судом к смертной казни, в фильме «Рождённая революцией» Пантелееву приписывается ещё дореволюционное уголовное прошлое, о его службе в ВЧК умалчивается (в отличие от книги, по которой снят фильм). В этом же фильме голос за кадром сообщает, со ссылкой на газету «Петроградская правда», что с ноября 1917 года до задержания Пантелеев совершил 82 убийства, 170 разбоев и 192 ограбления.
- Жизнь и «подвиги» Лёньки Пантелеева нашли своё отражение в многосерийном телефильме «Жизнь и смерть Лёньки Пантелеева» (2006, реж. Э. Ясан по сценарию В. Акимова; в главной роли — Алексей Барабаш).
- В 2004 году опубликован рассказ Александра Бондаря «Лёнька Пантелеев», являющийся современным ремейком рассказа Л. Шейнина, написанного в 1939 году.
- О деле Пантелеева были сняты два[источник не указан 1140 дней] документальных фильма (из циклов «Красная полоса» и «Следствие вели…»; в последнем была показана заспиртованная голова Пантелеева, сохранившаяся до наших дней в одной из лабораторий на юридическом факультете Санкт-Петербургского госуниверситета.
- Истории Пантелеева посвящена основанная на документах повесть М. Токарева «Лёнька Пантелеев — сыщиков гроза».
- Пантелеев — один из главных героев четвёртой трилогии эпопеи Андрея Валентинова «Око силы». Сам Валентинов придерживается версии деятельности Пантелеева как спецоперации ГПУ.
- В криминальной среде Лёнька Пантелеев до сих пор пользуется славой неуловимого, лихого налётчика. Ему посвящена не одна песня в жанре «русского шансона». Самые известные — в исполнении Вики Цыгановой (Слова: В. Цыганов, музыка: Ю. Прялкин) из альбома «Гуляй, анархия» (1991) и в исполнении Анатолия Полотно, из альбома «Привет от Лёньки Пантелеева» (1990), «Лёнька Пантелеев» в исполнении автора Владимира Калусенко из альбома «Бродяга» (2014 год). В песне Вики Цыгановой высказывается ошибочное мнение, что Лёнька Пантелеев действовал в Москве. Аналогично, в песне Анатолия Полотно речь идёт об Одессе.
- Группа «Bad Balance» записала песню «Лёнька Пантелеев» в альбоме «Легенды гангстеров» (2007).
- В мае 2012 года в ТЮЗе имени А. Брянцева (Санкт-Петербург) состоялась премьера спектакля «Лёнька Пантелеев. Мюзикл» (16+). Режиссёры — Максим Диденко и Николай Дрейден. Драматург — Константин Фёдоров. Спектакль — лауреат Национальной премии «Музыкальное сердце театра — 2012» в номинации «Лучший спектакль».[8]
- Главный герой книги Елены Хаецкой (под псевдонимом Елена Толстая) «Лёнька Пантелеев. Книга 1. Фартовый человек. Книга 2. Сын погибели».
- Дмитрий Пучков, известный как Гоблин, использует заимствованное у Пантелеева выражение "Категорически приветствую", упомянутое в рассказе о герое статьи публициста Льва Шейнина.
- Упоминается в песне Александра Розенбаума «Лиговка»:

Катит весело трамвай

Посреди аллеи.

Здесь гулял и здесь пропал

Лёнька Пантелеев.

Жалко, что его не знал

Папа Гиляровский,

Он главы б не написал

Про воров хитровских.